# Fritz Neff
Fritz Neff (* 20. November 1873 in Durlach; † 3. Oktober 1904 in München) war ein deutscher Komponist.

## Leben und Wirken
Nach einigen Semestern Jurastudium in Heidelberg und München entschloss sich Fritz Neff unter dem starken Eindruck, den die Uraufführung von Max von Schillings’ Oper Ingwelde auf ihn gemacht hatte, eine musikalische Laufbahn einzuschlagen. Er studierte Komposition bei Felix Mottl und schließlich bei Ludwig Thuille, der auch Neffs erstes größeres Werk, „Ein schön teutsch Reiterlied“, mit dem Münchner Liederhort erstmals aufführte.
Erfolg erzielte Neff vor allem durch Chorkompositionen mit Orchesterbegleitung, wie etwa dem „Chor der Toten“ (nach Conrad Ferdinand Meyer), der im Juni 1902 auf dem 38. Tonkünstlerfest in Krefeld großes Aufsehen erregte und von Richard Strauss, den er dort kennengelernt hatte, im Dezember 1902 im 1. Gürzenichkonzert aufgeführt wurde. Neff verfasste zusammen mit Josef Kellerer auch Operettenlibretti. Die Vollendung einer Oper, deren Libretto der literarisch begabte Neff auch selbst verfasste und deren komponierte Fragmente 1904 noch vorhanden waren, vereitelte sein früher Tod. 1905 kam sein letztes Werk „Die Weihe der Nacht“ in einem Konzert des „Münchener Orchestervereins“ unter Leitung Hermann Abendroths, des später sehr berühmt gewordenen Dirigenten, zur Aufführung.
Otto Julius Bierbaum widmete ihm „Die Ballade vom Tod und dem Zecher“.

## Werkverzeichnis
- Der fromme Tobias (Operette), Text von Josef Kellerer und Fritz Neff, Musik von Rudolf Groß
- Mirri-Marri (Operette), Text von Josef Kellerer und Fritz Neff, Musik von Rudolf Groß
- Drei Lieder für 1 Mittelstimme mit Pianoforte:  No. 1. Sie konnten zusammen nicht kommen: „Kein Wort hab’ ich von dir erlauscht“. No. 2. Schilflied: „Auf geheimem Waldespfade“. No. 3. Abendstimmung: „Der Sommertag neigt sich zur Ruhe“[3]
- Drei Lieder für 1 Stimme mit Pianoforte: No. 1. O, dass ich ein stolzer Königssohn wär. No. 2. Traum: „Taucht aus dem Grau der Dämmerstunde“. No. 3. Malice: „Bist doch das reizendste Geschöpfchen“[4]
- Lied für 1 Stimme mit Pianoforte:  Erwachen: „Der Traum des Lichts zerflattert leise“[5]
- Ein schön teutsch Reiterlied in einem newen Thon („Sanct Jörg, der frumme reitersman“ von Ottokar Kernstock) für vierstimmigen Männerchor und Orchester, op. 4
- Chor der Toten („Wir Toten, wir Toten sind grössere Heere“ von Conrad Ferdinand Meyer) für gemischten Chor und Orchester, op. 5
- Schmied Schmerz („Der Schmerz ist ein Schmied“ von Otto Julius Bierbaum) für gemischten Chor und Orchester, op. 6
- Die Weihe der Nacht („Nächtliche Stille! Heilige Fülle“, Gedicht von Friedrich Hebbel)  für gemischten Chor mit Orchester, op. 7